# Paul Camilleri
Paul J. Camilleri (23 dicembre 1971) è un astronomo australiano, precisamente un astrofilo, conosciuto in particolare per la scoperta di numerose novae.

## Biografia
Camilleri compie osservazioni dal suo osservatorio astronomico privato, dal codice internazionale 906, situato a Cobram, nello stato di Victoria, in Australia.
Collabora con l'AAVSO col codice CMQ . L'attività astronomica di Camilleri si è poi diretta in particolare all'osservazione, alla conferma e al miglioramento degli elementi orbitali di asteroidi e comete, riuscendo in alcuni casi a scoprire la natura cometaria di oggetti ritenuti di natura asteroidale.

## Scoperte
Scoperte in ordine cronologico:
| Nova      | Data della scoperta | Fonte     | Note |
| V2264 Oph | 11 aprile 1991      | IAUC 5238 | |
| V2290 Oph | 11 aprile 1991      | IAUC 5381 | scoperta nello stesso giorno della precedente, il riconoscimento della scoperta fu effettuato solo nel novembre successivo |
| V4160 Sgr | 28 luglio 1991      | IAUC 5313 | |
| V444 Sct  | 30 agosto 1991      | IAUC 5331 | |
| V351 Pup  | 27 dicembre 1991    | IAUC 5422 | |
| V4157 Sgr | 13 febbraio 1992    | IAUC 5451 | coscoperta con William Liller                                                                                              |
| V992 Sco  | 22 maggio 1992      | IAUC 5526 | |
| V4171 Sgr | 13 ottobre 1992     | IAUC 5634 | |
| V2295 Oph | 14 aprile 1993      | IAUC 5765 | |

Oltre che per le novae, Camilleri è conosciuto anche per la scoperta di stelle variabili di altro tipo come Mira e binarie ad eclisse per esempio HDE 331015
, V871 Ara e V671 Pup .

## Riconoscimenti
Nel 1994 gli è stata assegnata la Berenice Page medail per la scoperta di nove e di stelle variabili di tipo Mira.